# Trionymus radicicola
Trionymus radicicola är en insektsart som först beskrevs av Morrison 1926.  Trionymus radicicola ingår i släktet Trionymus och familjen ullsköldlöss. Inga underarter finns listade i Catalogue of Life.